# Макопонг
Макопонг (англ. Makopong) — населённый пункт сельского типа на юго-западе центральной части Ботсваны, на территории округа Кгалагади.

## Географическое положение
Деревня расположена в юго-восточной части округа, вблизи границы с ЮАР.

## Население
По данным на 2013 год население деревни составляет 1784 человека.
Динамика численности населения деревни по годам:
| 2001 | 2013 |
| ---- | ---- |
| 1501 | 1784 |